# Placenta (anatomia umana)
La placenta umana è l'organo deputato agli scambi metabolici tra la madre e il feto. È costituita da una parte materna, o decidua basale, che si sviluppa dal tessuto materno, e da una parte fetale, ossia il corion frondosum che si sviluppa dalla stessa blastocisti che forma il feto.
La placenta è un organo che collega il feto in sviluppo alla parete uterina per consentire l'assorbimento dei nutrienti, la regolazione termica, l'eliminazione dei rifiuti e lo scambio di gas attraverso la fornitura di sangue della madre; per combattere l'infezione interna; e per produrre ormoni che supportano la gravidanza. La placenta fornisce ossigeno e sostanze nutritive ai feti crescenti e rimuove i rifiuti dal sangue del feto. La placenta si attacca alla parete dell'utero, e il cordone ombelicale del feto si sviluppa dalla placenta. Questi organi connettono la madre e il feto. Le placenta sono una caratteristica definente dei mammiferi placentari, ma si trovano anche nei marsupiali e in alcuni non-mammiferi con vari livelli di sviluppo.

## Caratteristiche
La placenta subisce modificazioni nello sviluppo del feto. Uno dei compiti è quello di ridurre al minimo la distanza tra sangue materno e fetale; questo compito è svolto dai villi coriali, che compaiono a partire dal 13º giorno come citotrofoblasto. Successivamente viene interposto uno stroma connettivale di derivazione mesodermica in cui verranno inseriti capillari arteriosi e venosi. Le cellule del citotrofoblasto continuano a proliferare, e tendono alla decidua basale dove sono i vasi materni, formando uno strato parallelo ad essa, il disco trofoblastico, attorno a cui il sinciziotrofoblasto si contrae. In tal modo la distanza è minima e il contatto massimo.

## Funzioni
La funzione della placenta è molto importante per il feto in quanto rappresenta un potente filtro per i parassiti del sangue, ma è meno efficace contro virus, batteri e sostanze tossiche trasmissibili al feto dalla madre come il treponema della sifilide e agenti patogeni della setticemia. Nonostante ciò, al feto la madre trasmette anche i propri anticorpi (immunoglobuline) rendendolo, anche dopo la nascita, immune contro diverse malattie.
Una delle funzioni più importanti della placenta è la produzione di ormoni aventi lo scopo di regolare le attività della gravidanza; uno dei primi ormoni realizzati è la gonadotropina corionica. Essa stimola inizialmente il mantenimento del corpo luteo gravidico, che a sua volta libera estrogeni e progesterone, inducendo così il processo di feedback negativo sull'ipotalamo (nessuna liberazione ipotalamica di GnRH). In seguito, la HCG agisce sulle ghiandole surrenali (sia del feto che della madre), ove viene aumentata la secrezione di un particolare ormone steroideo, il DHEA. Quest'ultimo viene riportato con il sangue nella placenta e viene modificato in alcuni estrogeni. Le conseguenze della liberazione di progesterone e estrogeni a gravidanza in corso sono: mantenimento della decidua e differenziazione delle ghiandole mammarie da parte del primo; crescita dell'utero e delle stesse ghiandole mammarie da parte dei secondi. Inoltre, la placenta è anche responsabile della liberazione di relaxina, che ha come scopo il rilassamento dei legamenti del bacino.
A livello farmacologico e terapeutico la placenta è inoltre considerata fonte  di cellule staminali (le cosiddette cellule staminali placentari e di PDRN
. L'azienda farmaceutica Mastelli è stata una delle prime aziende al mondo ad estrarre il PDRN dalle gonadi di trota e a brevettarne i suoi usi farmaceutici. Il PDRN è infatti alla base del medicinale Placentex, 

il cui nome deriva proprio dall'organo umano da cui inizialmente veniva estratto).

## Evoluzione
Fino alla seconda settimana, i villi circondano l'intera superficie del corion. Durante il terzo mese contemporaneamente all'espansione del corion, i villi situati sulla parte decidua capsulare vengono stirati fino a scomparire. Alla parte opposta, sullo strato basale, i villi diventano più folti, lunghi e ramificati per compensare la scomparsa dei villi dal lato deciduale. L'espansione del corion è accompagnata dall'espansione dell'amnios, che porta la parte decidua capsulare e parietale a contatto e quindi a fusione/sostituzione, con formazione della decidua "vera".
La placenta definitiva quindi deriva dall'accollamento della decidua basale e il corion frondoso, una struttura discoidale, la cui forma è determinata dall'area su cui rimangono i villi.

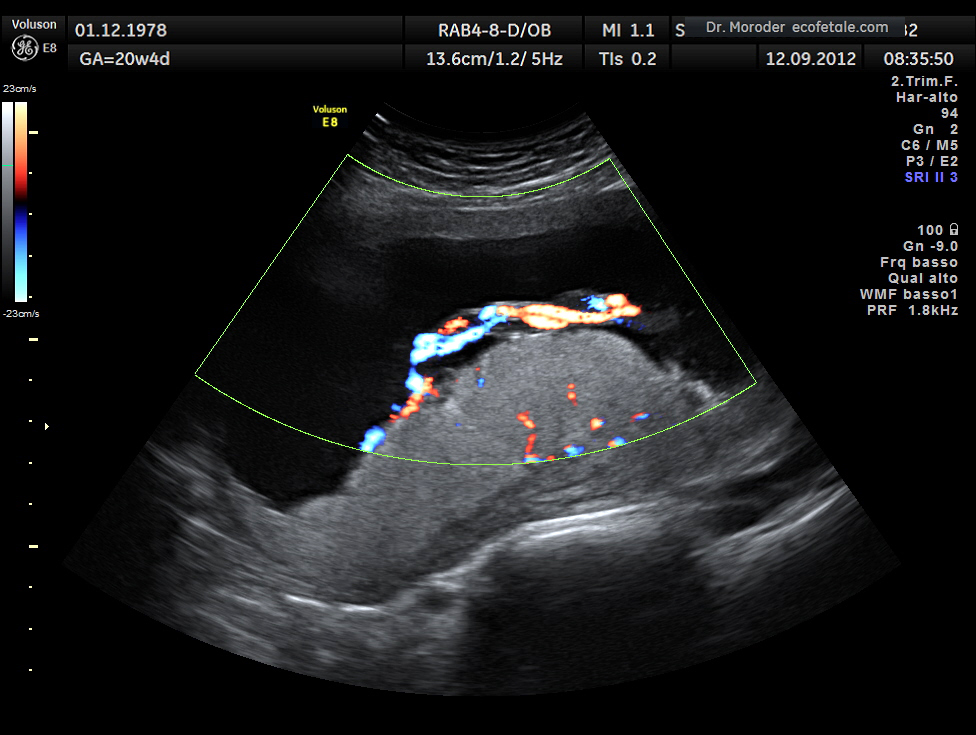
Immagine di scansione ecografica di una placenta umana a 20 settimane di gravidanza. Si osserva la inserzione sulla parete posteriore dell'utero e la inserzione centrale del cordone ombelicale sul piatto coriale. Rappresentazione con Doppler colore dei tre vasi ombelicali (due arterie ed una vena)

A termine tale struttura dal lato basale presenta, sulla porzione materna, zone convesse chiamate cotiledoni materni, corrispondenti ai setti che si partono dallo strato compatto.
Il cordone ombelicale ha tre stadi di evoluzione: alla terza settimana, vascolarizzazione del peduncolo di connessione che prende il nome di peduncolo ombelicale; alla fine del terzo mese l'espansione dell'amnios porta il peduncolo ombelicale a contatto con il dotto vitellino, a formare il cordone ombelicale primitivo (arteria e vene ombelicali, allantoide, dotto e vasi vitellini, ansa intestinale media); al sesto mese il dotto e i vasi vitellini, l'allantoide e l'ansa intestinale si obliterano, lasciando tutto lo spazio alle arterie e alla vena ombelicale immerse in uno stroma connettivo e avvolte da uno strato muscolare liscio.
Il distacco e l'espulsione della placenta dal feto avviene subito dopo il parto, in una fase detta secondamento. In quel momento l'utero attua un meccanismo di contrazione tetanica noto con il nome di globo di sicurezza che ferma l'emorragia. Un mancato distacco placentare completo può portare a perdite ingenti di sangue e quindi shock. Uno dei compiti ostetrici è infatti quello di analizzare la placenta per verificare la sua integrità; in caso negativo si procede all'asportazione manuale dei residui placentari (secondamento manuale).